# Bruinoorneushoornvogel
De bruinoorneushoornvogel (Bycanistes cylindricus) is een neushoornvogel die voorkomt Midden- en West-Afrika. De vogel werd in 1824 door Coenraad Jacob Temminck beschreven als Buceros cylindricus.

## Beschrijving

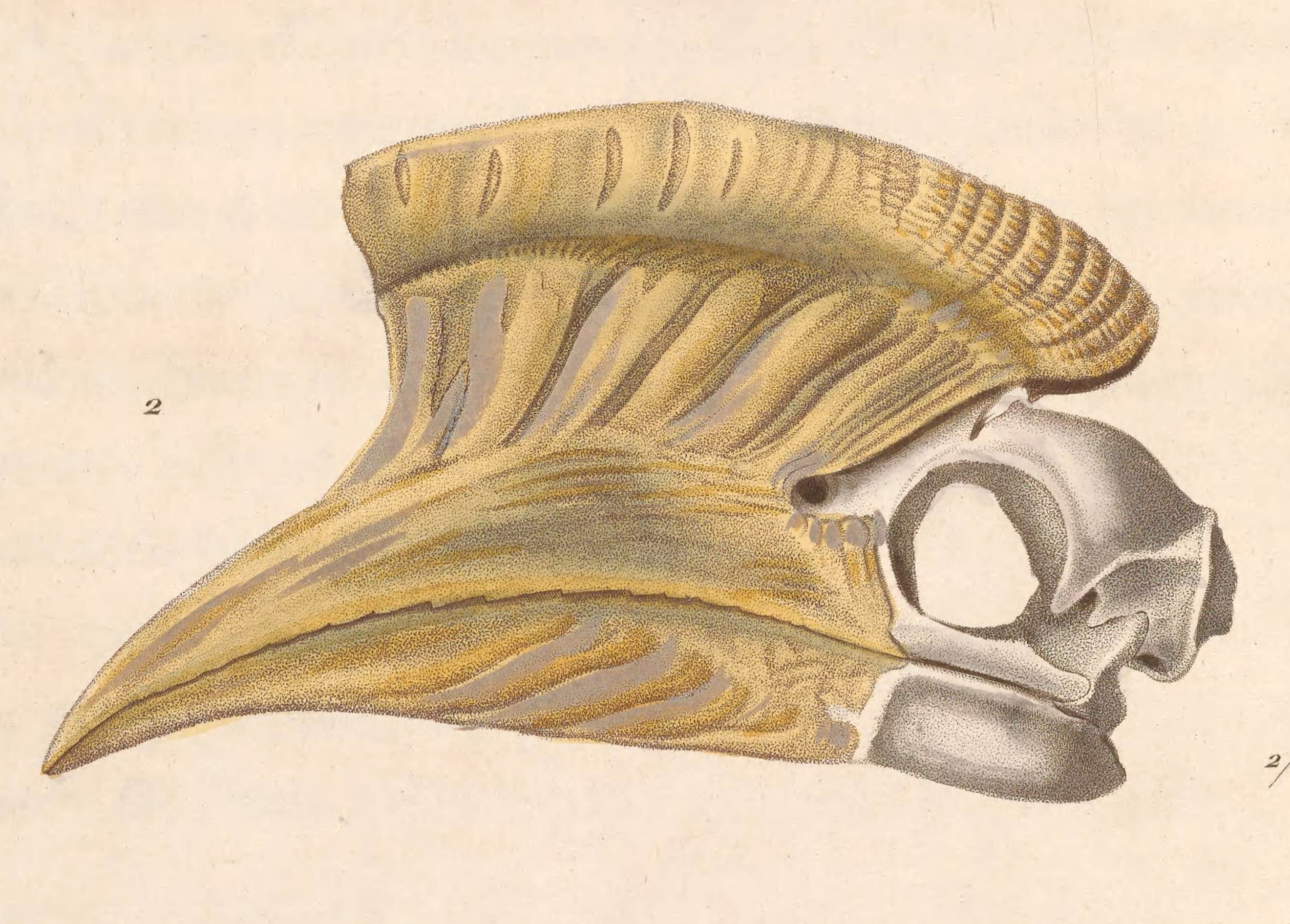
Illustratie van de schedel met snavel uit de oorspronkelijke beschrijving van Coenraad Jacob Temminck.

De bruinoorneushoornvogel is 76 cm lang en lijkt zowel op de grijsoorneushoornvogel als de witpootneushoornvogel. Hij is kleiner dan de grijsoorneushoornvogel. Kenmerkend is de witte staart met halverwegen een brede, zwarte, horizontale band. Verder is de onderbuik wit en de handpennen van de vleugel, rug, bovenkant vleugel, borst, hals en kop zijn zwart. De grote kromme snavel is vuilwit, met (bij het mannetje) een forse "hoorn" op de bovensnavel. Zoals de naam al aangeeft, heeft deze vogel bruine wangen. Daarentegen heeft de witpootneushoornvogel zwarte wangen en heeft de (grotere) grijsoorneushoornvogel grijs gespikkelde wangen.

## Verspreiding en leefgebied
De bruinoorneushoornvogel komt voor in Ghana, Guinee, Liberia, Sierra Leone, Togo, Ivoorkust, Kameroen en Gabon. Het is een uitgesproken bosvogel die voorkomt in ongerept, tropische regenwoud. Er zijn ook waarnemingen in zwaar aangetast bos, maar het is de vraag of hier levensvatbare populaties zich duurzaam kunnen vestigen omdat de vogels afhankelijk zijn van grote bomen.

## Status
De bruinoorneushoornvogel heeft erg te lijden door houtkap en andere vormen van aantasting van het leefgebied en bovendien wordt er jacht gemaakt op deze vogels. Daarom staat deze vogel als kwestbaar op de internationale rode lijst.